# Dypsis madagascariensis
Espèce
Synonymes
- Chrysalidocarpus lucubensis Becc.[1]
- Chrysalidocarpus madagascariensis Becc.[1]
- Chrysalidocarpus oleraceus Jum. & H.Perrier[1]
- Dypsis madagascariensis W.Watson[1]

Statut de conservation UICN

 LC  : Préoccupation mineure
Dypsis madagascariensis est une espèce de plantes de la famille des Arecaceae.

## Publication originale
- Palms of Madagascar 185. 1995.